# Carl Kylberg
Carl Oscar Kylberg, född 23 september 1878 i Fridene, död 6 januari 1952 i Stockholm, var en svensk målare, vars oljemålningar ofta är kända för sina glödande färger.

## Biografi
Carl Kylberg föddes på Vasängen i Fridene socken i Västergötland som son till kontorschef Gustaf Kylberg och friherrinnan Eleonora von Essen. Han var bror till Henrik Kylberg, Ulla Rinman, Fredrik Kylberg och Erik Kylberg. Hans fastrar och farbror var konstnärerna Regina Kylberg-Bobeck, Marina Kylberg och Hjalmar Kylberg. Farfadern Lars Wilhelm Kylberg var konstnär vid sidan av lantbruket på familjegodset Såtenäs i Västergötland.
Kylberg studerade först vid tekniska skolan i Stockholm och i Berlin för att bli arkitekt men övergick till måleri omkring 1900. Han studerade under en tid vid Valand i Göteborg som elev till Carl Wilhelmson. Hans verk kännetecknas ofta av ett glödande oljemåleri med starka färger och han avbildade ofta landskap och figurkompositioner på ett avskalat manér. Under senare delen av sitt konstnärskap skapade han en mängd religiösa motiv.
Kring 1930-talet fick han sitt genombrott och han kom att ställa ut, förutom i Sverige även i Köpenhamn, Paris, London, Budapest och i USA men hans måleri var för många provocerande och 1938 gick regeringen in och stoppade ett köp av målningen Uppbrottet för Nationalmuseum i Stockholm. Skådespelerskan Tora Teje med flera köpte då gemensamt "skandaltavlan" och skänkte den till museet, varvid en oväntad mängd besökare kom för att se just den. 
En av hans mest välkända målningar är Hemkomsten från 1938 som hänger på Göteborgs konstmuseum och som föreställer ett skepp i silhuett mot en nästan brinnande gul himmel och ett rödfärgat hav. Denna målning förevigades också 1978 på ett svenskt frimärke av valören 90 öre. Han finns även representerad på Aguélimuseet, Norrköpings konstmuseum och Nationalmuseum i Stockholm.
Sedan 1980-talet har många av hans tavlor sålts till höga priser vid olika internationella konstauktioner. Carl Kylberg är begravd på Norra begravningsplatsen utanför Stockholm.